# Glattfelden
Glattfelden is een gemeente en plaats in het Zwitserse kanton Zürich, en maakt deel uit van het district Bülach.
Glattfelden telt 3926 inwoners.